# Панхандл-Г'юготон
Па́нгандл-Гью́ґотон (англ. Panhandle-Hugoton) — унікальне гігантське (найбільше в Північній Америці, друге у світі) газове родовище в США (штати Канзас, Оклахома, Техас) з початковими промисловими запасами понад 500 млрд м³, загальними — 2038 млрд м³ газу. Нафти — 190 млн т. Густина нафти 0,83 г/см³, вміст S 0,13 %; вміст в газі метану 81 %, азоту 7,5 %, гелію до 4,0 % (за іншими даними від 0,3 до 1,9 %).
Відкрите в 1918. Поклади на глибині 0,4–1,6 км. 
Родовище один з основних джерел видобутку гелію в країні — працюють 4 федеральних гелієвих заводи, що отримають газову сировину цього і сусідніх родовищ.